# Groote Diep (beek)
Het Groote Diep is een beek in de provincie Drenthe. In de volksmond wordt het ook wel 'Eenerdiepje' genoemd. Het diep ontstaat vanuit Westervelde en is een benedenloop van de Slokkert. Het diep loopt tussen Norg en Een door richting Langelo. Ten noorden van Langelo komt het samen met het Oostervoortsche Diep en gaat over in het Lieversche Diep.
Op een hoger gelegen gebied tussen het Groote Diep en het Oostervoortsche Diep is in de 12e eeuw het dorp Norg ontstaan. In de jaren 60 is het Groote Diep gekanaliseerd, maar in 2013 is begonnen met een her-meandering. Halverwege 2014 was dit project gereed.